# Louis Mafouta
Louis Mafouta (sinh ngày 2 tháng 7 năm 1994) là một cầu thủ bóng đá chuyên nghiệp hiện đang thi đấu ở vị trí tiền đạo cho câu lạc bộ Amiens tại Ligue 2. Sinh ra tại Pháp, anh hiện đang thi đấu cho Đội tuyển bóng đá quốc gia Cộng hòa Trung Phi.

## Sự nghiệp thi đấu
Sinh ra ở Beaumont-sur-Oise, anh đã từng chơi cho Saint-Ouen-l'Aumône, Panserraikos, Senlis, Chambly và Chambly II.
Tháng 1 năm 2019, anh chuyển đến Grasse.
Đến tháng 8 năm 2020, Mafouta ký hợp đồng 2 năm với câu lạc bộ đang thi đấu tại Giải hạng Hai Thụy Sĩ Neuchâtel Xamax.
Ngày 19 tháng 1 năm 2022, Mafouta gia nhập Metz theo dạng cho mượn.
Ngày 1 tháng 7 năm 2022, Mafouta ký hợp đồng 3 năm với Quevilly-Rouen. Trong mùa giải duy nhất ở câu lạc bộ, anh đã ghi 11 bàn thắng, một kỷ lục của câu lạc bộ ở Ligue 2. Vào ngày 12 tháng 7 năm 2023, Mafouta ký hợp đồng với Amiens.

## Sự nghiệp thi đấu quốc tế
Anh ra mắt quốc tế cho Cộng hòa Trung Phi vào năm 2017.

## Bàn thắng quốc tế
Tỷ số và kết quả liệt kê bàn thắng đầu tiên của Cộng hòa Trung Phi, cột điểm cho biết điểm số sau mỗi bàn thắng của Mafouta.
| Thứ tự | Thời gian            | Địa điểm                                                    | Đối thủ    | Ghi bàn | Kết quả | Giải đấu                            |
| ------ | -------------------- | ----------------------------------------------------------- | ---------- | ------- | ------- | ----------------------------------- |
| 1      | 27 tháng 3 năm 2017  | Sân vận động Hoàng tử Moulay Abdellah, Rabat, Maroc         | Gambia     | 1–1     | 1–2     | Giao hữu                            |
| 2      | 27 tháng 5 năm 2018  | Sân vận động Tướng Seyni Kountché, Niamey, Niger            | Niger      | 1–1     | 3–3     | Giao hữu                            |
| 3      | 13 tháng 11 năm 2019 | Sân vận động Barthélemy Boganda, Bangui, Cộng hòa Trung Phi | Burundi    | 2–0     | 2–0     | Vòng loại Cúp bóng đá châu Phi 2021 |
| 4      | 13 tháng 11 năm 2020 | Sân vận động Mohammed V, Casablanca, Maroc                  | Maroc      | 1–1     | 1–4     | Vòng loại Cúp bóng đá châu Phi 2021 |
| 5      | 26 tháng 3 năm 2021  | Sân vận động Intwari, Bujumbura, Burundi                    | Burundi    | 1–0     | 2–2     | Vòng loại Cúp bóng đá châu Phi 2021 |
| 6      | 26 tháng 3 năm 2021  | Sân vận động Intwari, Bujumbura, Burundi                    | Burundi    | 2–0     | 2–2     | Vòng loại Cúp bóng đá châu Phi 2021 |
| 7      | 23 tháng 3 năm 2023  | Sân vận động Thành phố Mahamasina, Antananarivo, Madagascar | Madagascar | 2–0     | 3–0     | Vòng loại Cúp bóng đá châu Phi 2023 |
| 8      | 23 tháng 3 năm 2023  | Sân vận động Thành phố Mahamasina, Antananarivo, Madagascar | Madagascar | 3–0     | 3–0     | Vòng loại Cúp bóng đá châu Phi 2023 |
| 9      | 27 tháng 3 năm 2023  | Stade de la Réunification, Douala, Cameroon                 | Madagascar | 1–0     | 2–0     | Vòng Cúp bóng đá châu Phi 2023      |
| 10     | 27 tháng 3 năm 2023  | Stade de la Réunification, Douala, Cameroon                 | Madagascar | 2–0     | 2–0     | Vòng Cúp bóng đá châu Phi 2023      |
| 11     | 7 tháng 9 năm 2023   | Sân vận động Baba Yara, Kumasi, Ghana                       | Ghana      | 1–0     | 1–2     | Vòng Cúp bóng đá châu Phi 2023      |